# Naissance en 1103
Naissance
- 1099
- 1100
- 1101
- 1102
- 1103
- 1104
- 1105
- 1106
- 1107

Cette page dresse une liste de personnalités nées au cours de l'année 1103 :
- 24 février : Toba, 74e empereur du Japon.
- 24 mars : Yue Fei, célèbre patriote et général chinois.

- André de Montbard, grand-maître de l’ordre du Temple de 1154 à 1156.
- Guillaume Adelin, fils légitime d’Henri Ier Beauclerc et de son épouse Édith d'Écosse.
- Henri II de Misnie, second margrave de la maison de Wettin, margrave de Misnie et margrave de Lusace.
- Vsevolod de Pskov, prince de Novgorod, saint patron de la ville de Pskov.

date incertaine (vers 1103)
- Adélaïde de Louvain, seconde épouse du roi d'Angleterre Henri Ier Beauclerc, Duchesse de Basse-Lotharingie, Comtesse de Louvain et de Bruxelles, landgravine de Brabant.
- Aénor de Châtellerault, duchesse d’Aquitaine.
- Alphonse Jourdain, comte de Toulouse, de Rouergue, d'Albi, de l'Agenais et du Quercy, marquis de Gothie, de Provence et duc de Narbonne.
- Gausfred III de Roussillon, comte du Roussillon.
- Heilika de Pettendorf-Lengenfeld (en), comtesse palatine de Bavière.
- Wivine de Grand-Bigard, ermite, moniale bénédictine et sainte brabançonne, considérée comme la fondatrice du monastère de Sainte-Wivine à Grand-Bigard.

## Crédit d'auteurs
- Cet article est partiellement ou en totalité issu de l'article intitulé « 1103 » (voir la liste des auteurs).